# SN 1975G
SN 1975G – supernowa typu Ia odkryta 11 czerwca 1975 roku w galaktyce MCG +09-23-25. Jej maksymalna jasność wynosiła 14,44m.